# Andy Hilbert
Pour les articles homonymes, voir Hilbert (homonymie).
Andy Hilbert (né le 6 février 1981 à Lansing dans le Michigan aux États-Unis) est un joueur professionnel américain de hockey sur glace.

## Carrière en club
Il commence sa carrière de joueur en 1998-99 en jouant dans l'United States Hockey League pour l'équipe junior des États-Unis. L'année d'après, il rejoint le championnat universitaire (NCAA) et joue dans la division Central Collegiate Hockey Association pour l'équipe de l'université du Michigan, les Michigan Wolverines. À la fin de l'année il est choisi par les Bruins de Boston lors du repêchage d'entrée dans la Ligue nationale de hockey au cours du deuxième tour (37e choix au total).
Il ne commence pas pour autant immédiatement sa carrière et finit ses études. Lors de saison 2000-01, il connaît des très bons résultats et est sélectionné dans les équipes d'étoiles du NCAA et de sa division. En 2001-2002, il fait ses premiers matchs dans la LNH (6 matchs) mais passe la majorité de la saison dans la Ligue américaine de hockey avec les Bruins de Providence, affiliés à la franchise de Boston. Il n'arrivera jamais à se faire une place avec les Bruins et en novembre 2005, il rejoint les Blackhawks de Chicago en échange d'un choix de cinquième ronde en 2006. Il ne trouve pas non plus sa place dans l'effectif et il est mis en ballotage en mars de la même saison.
Les Penguins de Pittsburgh le font alors venir pour finir la saison avec eux mais en juillet, il signe un contrat d'un an avec les Islanders de New York.

### Trophées et honneurs personnels
- 2000-01: Sélectionné dans la première équipe type des américains du championnat universitaire (NCAA) ainsi que dans l'équipe type de la division Central Collegiate Hockey Association
- 2001-02: Sélectionné dans l'équipe des meilleurs recrues de la Ligue américaine de hockey
- 2004-05: Sélectionné dans la seconde équipe type de la LAH

## Statistiques
| Saison     | Équipe                       | Ligue      |     | Saison régulière | Saison régulière | Saison régulière | Saison régulière | Saison régulière |   | Séries éliminatoires | Séries éliminatoires | Séries éliminatoires | Séries éliminatoires | Séries éliminatoires |
| Saison     | Équipe                       | Ligue      | PJ  | B                | A                | Pts              | Pun              | PJ               | B | A                    | Pts                  | Pun                  |                      |                      |
| 1997-1998  | Équipe junior des États-Unis | NAHL       | 75  | 34               | 30               | 64               | 148              | -                | - | -                    | -                    | -                    |                      |                      |
| 1998-1999  | Équipe junior des États-Unis | USHL       | 46  | 23               | 35               | 58               | 140              | -                | - | -                    | -                    | -                    |                      |                      |
| 1999-2000  | Wolverines du Michigan       | NCAA       | 38  | 17               | 16               | 33               | 47               | -                | - | -                    | -                    | -                    |                      |                      |
| 2000-2001  | Wolverines du Michigan       | NCAA       | 42  | 26               | 38               | 64               | 72               | -                | - | -                    | -                    | -                    |                      |                      |
| 2001-2002  | Bruins de Providence         | LAH        | 72  | 26               | 27               | 53               | 74               | 2                | 0 | 0                    | 0                    | 2                    |                      |                      |
| 2001-2002  | Bruins de Boston             | LNH        | 6   | 1                | 0                | 1                | 2                | -                | - | -                    | -                    | -                    |                      |                      |
| 2002-2003  | Bruins de Providence         | LAH        | 64  | 35               | 35               | 70               | 119              | 4                | 0 | 1                    | 1                    | 4                    |                      |                      |
| 2002-2003  | Bruins de Boston             | LNH        | 14  | 0                | 3                | 3                | 7                | -                | - | -                    | -                    | -                    |                      |                      |
| 2003-2004  | Bruins de Providence         | LAH        | 19  | 3                | 5                | 8                | 20               | -                | - | -                    | -                    | -                    |                      |                      |
| 2003-2004  | Bruins de Boston             | LNH        | 18  | 2                | 0                | 2                | 9                | 5                | 1 | 0                    | 1                    | 0                    |                      |                      |
| 2004-2005  | Bruins de Providence         | LAH        | 79  | 37               | 42               | 79               | 83               | 17               | 7 | 14                   | 21                   | 27                   |                      |                      |
| 2005-2006  | Admirals de Norfolk          | LAH        | 5   | 3                | 4                | 7                | 2                | -                | - | -                    | -                    | -                    |                      |                      |
| 2005-2006  | Blackhawks de Chicago        | LNH        | 28  | 5                | 4                | 9                | 22               | -                | - | -                    | -                    | -                    |                      |                      |
| 2005-2006  | Penguins de Pittsburgh       | LNH        | 19  | 7                | 11               | 18               | 16               | -                | - | -                    | -                    | -                    |                      |                      |
| 2006-2007  | Islanders de New York        | LNH        | 81  | 8                | 20               | 28               | 34               | 5                | 0 | 0                    | 0                    | 2                    |                      |                      |
| 2007-2008  | Islanders de New York        | LNH        | 70  | 8                | 8                | 16               | 18               | -                | - | -                    | -                    | -                    |                      |                      |
| 2008-2009  | Islanders de New York        | LNH        | 67  | 11               | 16               | 27               | 22               | -                | - | -                    | -                    | -                    |                      |                      |
| 2009-2010  | Aeros de Houston             | LAH        | 33  | 9                | 16               | 25               | 8                | -                | - | -                    | -                    | -                    |                      |                      |
| 2009-2010  | Wild du Minnesota            | LNH        | 4   | 0                | 0                | 0                | 2                | -                | - | -                    | -                    | -                    |                      |                      |
| Totaux LNH | Totaux LNH                   | Totaux LNH | 307 | 42               | 62               | 104              | 132              | 10               | 1 | 0                    | 1                    | 2                    |                      |                      |

## Carrière internationale
Andy Hilbert a représenté les États-Unis au cours du championnat du monde de hockey sur glace de 2006

### Statistiques
| Année | Équipe     | Compétition |   | PJ | B | A | Pts | Pun      |  | Résultat |
| 2006  | États-Unis | CM          | 7 | 0  | 3 | 3 | 10  | 7e place |  |          |